# Love Island Sverige 2019
Love Island Sverige 2019 är en dokusåpa på formatet Love Island som ursprungligen kommer ifrån Storbritannien 2016.

## Upplägg
Love Island Sverige 2019 följer samma upplägg som säsong 1. Tio singlar lever isolerade i en villa (på grekiska ön Korfu) i en jakt på kärleken. Den som inte hittar en partner riskerar att få lämna villan, något som när som helst kan bli verklighet då nya singlar konstant kommer till villan. Det par som står kvar som slutsegrare vinner utöver kärleken även en halv miljon kronor.
Till skillnad från liknande format är Love Island Sverige en så kallad near live-produktion. Det tittarna ser i sändning har filmats under dygnet innan och har sedan klippts ihop under natten. 
Den 6 oktober 2019 utsåg tittarna (via en omröstning i mobilapplikationen) Simon Ceberg och Sofia Jenks som vinnare av Love Island Sverige 2019. Prissumman på 500 000 svenska kronor valde de att dela på.

### Programledare
Under 2018 var radioprofilen Malin Stenbäck programledare men under säsongen 2019 medverkade hon endast en vecka på grund av graviditet. Under andra inspelningsveckan anslöt programledaren Malin Falk Gramer. 

### Interaktivitet
I Love Island är tittarna själva med och påverkar utgången i programmet genom omröstningar i en app. Tittarna är med och bestämmer över vilka som ska dejta vem, vilka som måste lämna villan och mycket mer. 
I appen kan tittarna även själva välja att söka till programmet.

### Deltagare[7]
Programserien startar med 11 deltagare ("singlar"). Under hela säsongen får fler deltagare lämna ("dumpas") och nya deltagare ansluter ("bombnedslag").
| Namn                         | Ålder | Stad        | Första dag i villan | Sista dag i villan |
| ---------------------------- | ----- | ----------- | ------------------- | ------------------ |
| Anton Bengtsson              | 26    | Stockholm   | 19 augusti 2019     | 6 oktober 2019     |
| Christos Mitsakis            | 29    | Stockholm   | 19 augusti 2019     | 4 september 2019   |
| Edem Hitcheli                | 24    | Hässleholm  | 14 september 2019   | 4 oktober 2019     |
| Elias Carlsson               | 22    | Borås       | 19 augusti 2019     | 6 oktober 2019     |
| Erik Karlsson                | 27    | Katrineholm | 7 september 2019    | -                  |
| Daniel Frisinger             | 23    | Göteborg    | 2 september 2019    | 6 september 2019   |
| Hugo Mattsson                | 26    | Billeberga  | 27 augusti 2019     | 7 september 2019   |
| Jimmy Wallin                 | 25    | Halmstad    | 22 augusti 2019     | 6 oktober 2019     |
| Joakim Ekelund               | 30    | Eskilstuna  | 27 september 2019   |                    |
| Jonathan Kristoffersson      | 28    | Göteborg    | 7 september 2019    | -                  |
| JonFelix Rosenberg           | 27    | Stockholm   | 23 september 2019   | 1 oktober 2019     |
| Mustafa ”Musse” Nihad        | 26    | Gävle       | 19 augusti 2019     | 26 augusti 2019    |
| Patrik "Sommarputte" Carlvik | 25    | Åkersberga  | 19 augusti 2019     | 5 oktober 2019     |
| SImon Ceberg                 | 26    | Stockholm   | 7 september 2019    | -                  |
| Simon Dannert (Vinnare)      | 24    | Småland     | ?                   | 6 oktober 2019     |
| Tobias Jönsson               | 22    | Stockholm   | 22 augusti 2019     | 30 augusti 2019    |

|                       | Ålder | Stad         | Första dag i villan | Sista dag i villan |
| --------------------- | ----- | ------------ | ------------------- | ------------------ |
| Andrea Contreras      | 20    | Sundsvall    | 7 september 2019    | 1 oktober 2019     |
| Anna Birgersson       | 22    | Malmö        | 19 augusti 2019     | 6 oktober 2019     |
| Anna-Karin Hellborg   | 29    | Göteborg     | 19 augusti 2019     | 22 augusti 2019    |
| Elin Öman             | 20    | Kramfors     | 19 augusti 2019     | 1 september 2019   |
| Evelina Johnsson      | 20    | Stockholm    | 1 september 2019    | 4 oktober 2019     |
| Jacqueline Karlsson   | 26    | Bromma       | 7 september 2019    | -                  |
| Jonna Jonsson         | 23    | Kristianstad | 24 september 2019   | 5 oktober 2019     |
| Josefin Marell        | 22    | Örebro       | 24 augusti 2019     | 30 augusti 2019    |
| Linnea Hejll          | 24    | Västervik    | 7 september 2019    | 12 september 2019  |
| Lisa Crafoord         | 25    | Göteborg     | 19 augusti 2019     | 6 oktober 2019     |
| Malin Stenbäck        | 28    | Göteborg     | 1 september 2019    | 7 september 2019   |
| Sofia Jenks (Vinnare) | 24    | Karlstad     | 23 september 2019   | 6 oktober 2019     |
| Sofie Jonsson         | 23    | Kristianstad | 24 september 2019   | 26 september 2019  |
| Thérèse Ström         | 27    | Malmö        | 19 augusti 2019     | 6 oktober 2019     |
| Zabrina Pettersson    | 23    | Stockholm    | 19 augusti 2019     | 25 september 2019  |